# بيني كولمان
بيني كولمان (بالإنجليزية: Penny Colman)‏ هي كاتِبة وكاتبة للأطفال أمريكية، ولدت في 2 سبتمبر 1944.